# Miniopterus fossilis
A Miniopterus fossilis az emlősök (Mammalia) osztályának a denevérek (Chiroptera) rendjéhez, ezen belül a kis denevérek (Microchiroptera) alrendjéhez és a Miniopteridae családjához tartozó kihalt faj.

## Tudnivalók
A Miniopterus fossilis a kihalt Miniopterus-fajok egyike. Az állat a miocén korban élt, Európa területen. Az első maradványát Szlovákiában fedezte fel Zapfe. Ezt a fosszilis denevérfajt Helmuth Zapfe írta le először, 1950-ben.

### Fordítás
Ez a szócikk részben vagy egészben  a   Miniopterus fossilis című angol Wikipédia-szócikk fordításán alapul.  Az eredeti cikk szerkesztőit annak laptörténete sorolja fel. Ez a jelzés csupán a megfogalmazás eredetét és a szerzői jogokat jelzi, nem szolgál a cikkben szereplő információk forrásmegjelöléseként.